# Haydon Roberts
Haydon Cameron Roberts, né le 10 mai 2002 à Brighton en Angleterre, est un footballeur anglais qui joue au poste de défenseur au Bristol City FC.

## Carrière

### Carrière en club
Formé au sein de l'académie de Brighton & Hove Albion, Haydon Roberts fait ses débuts professionnels le 25 septembre 2019 lors d'un match de Coupe de la Ligue anglaise contre Aston Villa, où il inscrit le seul but de son équipe (défaite 1-3).
Pour acquérir davantage d'expérience, il est prêté au Rochdale AFC, en League One (troisième division), durant la saison 2020-2021, participant à 26 rencontres de championnat. De retour à Brighton, il est de nouveau prêté, cette fois au Derby County FC pour la saison 2022-2023, toujours en troisième division, où il continue son développement en accumulant du temps de jeu.
Le 14 juin 2023, Roberts s'engage avec le Bristol City FC, club de Championship, pour trois ans, rejoignant officiellement le club le 1er juillet 2023. Il fait ses débuts avec Bristol le 9 août 2023 lors d'un match de League Cup contre Oxford United, où il se distingue en délivrant deux passes décisives, contribuant ainsi à la victoire 5-1 de son équipe.

### En sélection
Sur la scène internationale, Haydon Roberts représente l'Angleterre en catégories jeunes. Il participe notamment au Championnat d'Europe des moins de 17 ans en 2019.

## Palmarès

### Distinctions individuelles
- Joueur du mois de novembre 2020 avec le Rochdale AFC[11]
- Joueur du mois d'avril 2024 avec Bristol City[12]